# Batakurki, Ramdurg
Batakurki là một làng thuộc tehsil Ramdurg, huyện Belgaum, bang Karnataka, Ấn Độ.